# الفونسو مارتین
الفونسو مارتین (انگلیسی: Alfonso Martín؛ زادهٔ ۱۰ ژوئن ۱۹۹۴) بازیکن فوتبال اهل اسپانیا است.
از باشگاه‌هایی که در آن بازی کرده‌است می‌توان به باشگاه فوتبال خرز اشاره کرد.